# Ҝ
Ҝ (minuskule: ҝ) je v současné době oficiálně již nepoužívané písmeno cyrilice. Jedná se o variantu písmena К. Bylo používáno mezi roky 1958 a 1991 pro zápis ázerbájdžánštiny. V roce 1991 ázerbájdžánština oficiálně přešla na zápis latinkou.